# 塞扎克
塞扎克（法語：Cézac，法語發音：[sezak]）是法国吉伦特省的一个市镇，属于布莱区。

## 地理
塞扎克（45°5'26"N, 0°25'12"W）面积19.16 平方千米，位于法国新阿基坦大区吉倫特省，该省份为法国西南部沿海省份，是法國本土面积最大的省，北起滨海夏朗德省，西临大西洋，南至朗德省，东南接洛特-加龍省，东临多爾多涅省。
与塞扎克接壤的市镇（或旧市镇、城区）包括：圣马里安、卡维尼亚克、锡夫拉克德布莱、屈布讷宰、马尔萨斯、珀雅尔、皮尼亚克、圣洛朗达尔斯、托里亚克。

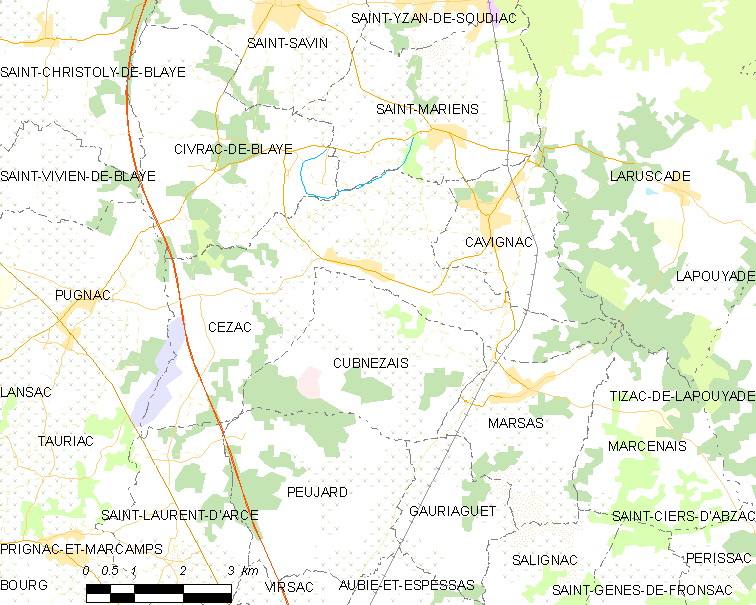
塞扎克的OSM定位图

塞扎克的时区为UTC+01:00、UTC+02:00（夏令时）。

## 行政
塞扎克的邮政编码为33620，INSEE市镇编码为33123。

## 政治
塞扎克所属的省级选区为北吉伦特县。

## 人口

1962-2008年间塞扎克人口变化图示

塞扎克于2022年1月1日时的人口数量为2740人。